# Jean Nako Naprapol
Jean Nako Naprapol (20 de julio de 1980) es un exfutbolista vanuatuense que jugaba como delantero.

## Carrera
Debutó en 2006 del lado del Tafea FC, donde jugó hasta que en 2012 fue transferido al Amicale FC, donde se retiraría en 2013.

### Clubes
| Club       | País    | Año         |
| ---------- | ------- | ----------- |
| Tafea FC   | Vanuatu | 2006 - 2012 |
| Amicale FC | Vanuatu | 2012 - 2013 |

### Selección nacional
Representando a Vanuatu ganó la medalla de bronce en los Juegos del Pacífico Sur 2007 y disputó la Copa de las Naciones de la OFC 2008 y 2012.